# LIVE!! 「今日というこの日を生きていこう」
『LIVE!! 「今日というこの日を生きていこう」』（ライブ!!きょうというこのひをいきていこう）は、玉置浩二の2枚目のライブ・アルバム。
また、本作のライブ映像を収録したライブ・ビデオ『「今日というこの日を生きていこう」 LIVE in Zepp Tokyo』についても合わせて記載する。

## 解説
ライブ・アルバムとしては1995年の『T』以来、約9年10ヶ月振りとなる。

## 収録曲

### Disc1
1. さよならにGOOD BYE
2. CAFE JAPAN
3. Honeybee
4. ルーキー
5. 風の指標
6. グライダー
7. あなたに
8. ひかり
9. 太陽さん
10. 闇をロマンスにして
11. メロディー
12. ワインレッドの心
13. 愛されたいだけさ

### Disc2
1. 古今東西
2. スイスイ
3. しあわせのランプ
4. 明かりの灯るところへ
5. 甘んじて受け入れよう
6. 凡人
7. JUNK LAND
8. 田園
9. 夏の終わりのハーモニー
10. じれったい
11. 悲しみにさよなら
12. MR.LONELY

## 「今日というこの日を生きていこう」 LIVE in Zepp Tokyo
『「今日というこの日を生きていこう」LIVE in Zepp Tokyo』（｢きょうというこのひをいきていこう｣ライブ・イン・ゼップ・トウキョウ）は玉置浩二のライブ・ビデオ。

### 解説
ライブ・ビデオとしては1999年の『"GRAND LOVE" A LIFE IN MUSIC』以来、約6年10ヶ月振りとなる。

### 収録曲
1. さよならにGOOD BYE
2. CAFE JAPAN
3. Honeybee
4. ルーキー
5. 風の指標
6. グライダー
7. あなたに
8. ひかり
9. 太陽さん
10. 闇をロマンスにして
11. メロディー
12. ワインレッドの心
13. 愛されたいだけさ
14. 古今東西
15. スイスイ
16. しあわせのランプ
17. 明かりの灯るところへ
18. 甘んじて受け入れよう
19. 凡人
20. JUNK LAND
21. 田園
22. 夏の終わりのハーモニー
23. じれったい
24. 悲しみにさよなら
25. MR.LONELY